# Aimée Beekman
Aimée Beekman (* 20. April 1933 in Tallinn) ist eine estnische Schriftstellerin.

## Leben
Aimée Beekman schloss 1956 das Allunionsinstitut für Kinematographie ab. Von 1956 bis 1960 war sie bei der sowjetischen Filmgesellschaft Tallinnfilm beschäftigt. Seit 1956 ist sie als freiberufliche Schriftstellerin tätig.
Nachdem sie einige Kurzgeschichten und ein Reisebuch veröffentlicht hatte, gelang Aimée Beekman mit ihrem ersten Roman Väikesed inimesed (zu deutsch „Kleine Menschen“) der literarische Durchbruch. In ihm schildert sie Kindheitserinnerungen, die in einem Tallinner Arbeiterviertel der 1930er Jahre spielen. In den 70er Jahren beschäftigte sie sich teilweise mit feministisch inspirierten Themen, einem Novum in der damaligen Sowjetunion.
Aimée Beekman war die Ehefrau des estnischen Schriftstellers und Literaturübersetzers Vladimir Beekman (1929–2009).

## Romane (Auswahl)
- Väikesed inimesed (1964)
- Kaevupeegel (1966)
- Valgete vareste parv (1967)
- Kartulikuljused (1968; deutsch 1973, s. u.)
- Väntorel (1970)
- Vanad lapsed (1972)
- Kuradilill (1974)
- Viinakuu (1975)
- Sugupuu (1977)
- Valikuvõimalus (1978, deutsch 1983, s. u.)
- Tihnik (1980)
- Vabajooks (1982)
- Proovielu (2008)

## Übersetzungen ins Deutsche
Von Aimée Beekman sind in der DDR zwei Romane auf Deutsch erschienen, nachdem zuvor in der Zeitschrift Sowjetliteratur (8/1972) ein Romanauszug in deutscher Übersetzung gebracht worden war.
- Der Roman Kartoffelschellen[1] (Originaltitel Kartulikuljused) behandelt das Ende des Zweiten Weltkriegs in Estland, als ein großer Flüchtlingsstrom nach Westen zieht. Andererseits gibt es aber auch viele Menschen, die die Heimat bewusst nicht verlassen wollen, und so prallen verschiedene politische Anschauungen auf einem Bauernhof in Westestland, wo die Flüchtlinge auf ihrem Weg zur Küste vorbeikamen, aufeinander. Der Roman beschreibt die turbulenten Ereignisse während einiger Tage und enthält dabei auch groteske oder komische Elemente. Er wurde recht positiv aufgenommen und in über einem Dutzend Rezensionen in der DDR besprochen.[2]

- Der zweite Roman Partnerwahl[3] (Originaltitel Valikuvõimalus) erschien nicht nur, wie der erste, parallel in einer Buchclub-Ausgabe, sondern auch vorab in der Roman-Zeitung (Nr. 402, 9/1983). Die Autorin beschreibt hier eine ca. 30-jährige Frau, die ein Erbe erhält, das jedoch an eine Bedingung geknüpft ist: Sie muss eine Familie gründen. Sie erfüllt diese Bedingung dann, indem sie einen Trunkenbold, der die einzige frei verfügbare Person im Dorf war, heiratet. Allerdings besorgt sie sich als Väter für ihre Kinder andere, gesunde Männer. Wegen dieser verhalten feministischen Züge ist das Buch vermutlich nicht ganz so positiv aufgenommen worden.[4] Trotzdem ist es über zehnmal rezensiert worden.[5]